# Ayumu Iwasa
Ayumu Iwasa (岩佐歩夢?, Iwasa Ayumu; Osaka, 22 settembre 2001) è un pilota automobilistico giapponese, membro della Red Bull Junior Team e vincitore del Campionato francese di Formula 4 nel 2020.
Durante le prove libere del Gran Premio del Giappone 2024 esordisce in Formula 1 con il team Racing Bulls.

## Carriera

### Karting
Iwasa ha cominciato a correre sui kart nel 2005 in Giappone ma solo nel 2014 ha iniziato a livello agonistico. In Giappone partecipa al Campionato di Kart Classe Yamaha-SS di Suzuka nel 2015 e in seguito diventa campione della classe x-30.

### Formula 4
Tra il 2017 e il 2018 Iwasa ha preso parte a diversi campionati di Formula 4 come la F4 Giapponese o la Formula Renault Serie Asiatica.
Nel 2019 partecipa alla sua prima stagione completa di corse automobilistiche nella Serie Monoposto della Suzuka Racing School nel 2019, dove vince il titolo.
Nel 2020 Iwasa si iscrive al Campionato francese di Formula 4, dove vince il titolo conquistando cinque pole position, nove vittorie e 15 podi complessivi. Viene nominato Honda Junior Driver, ovvero miglior giovane pilota giapponese dell'anno.

### Formula 3

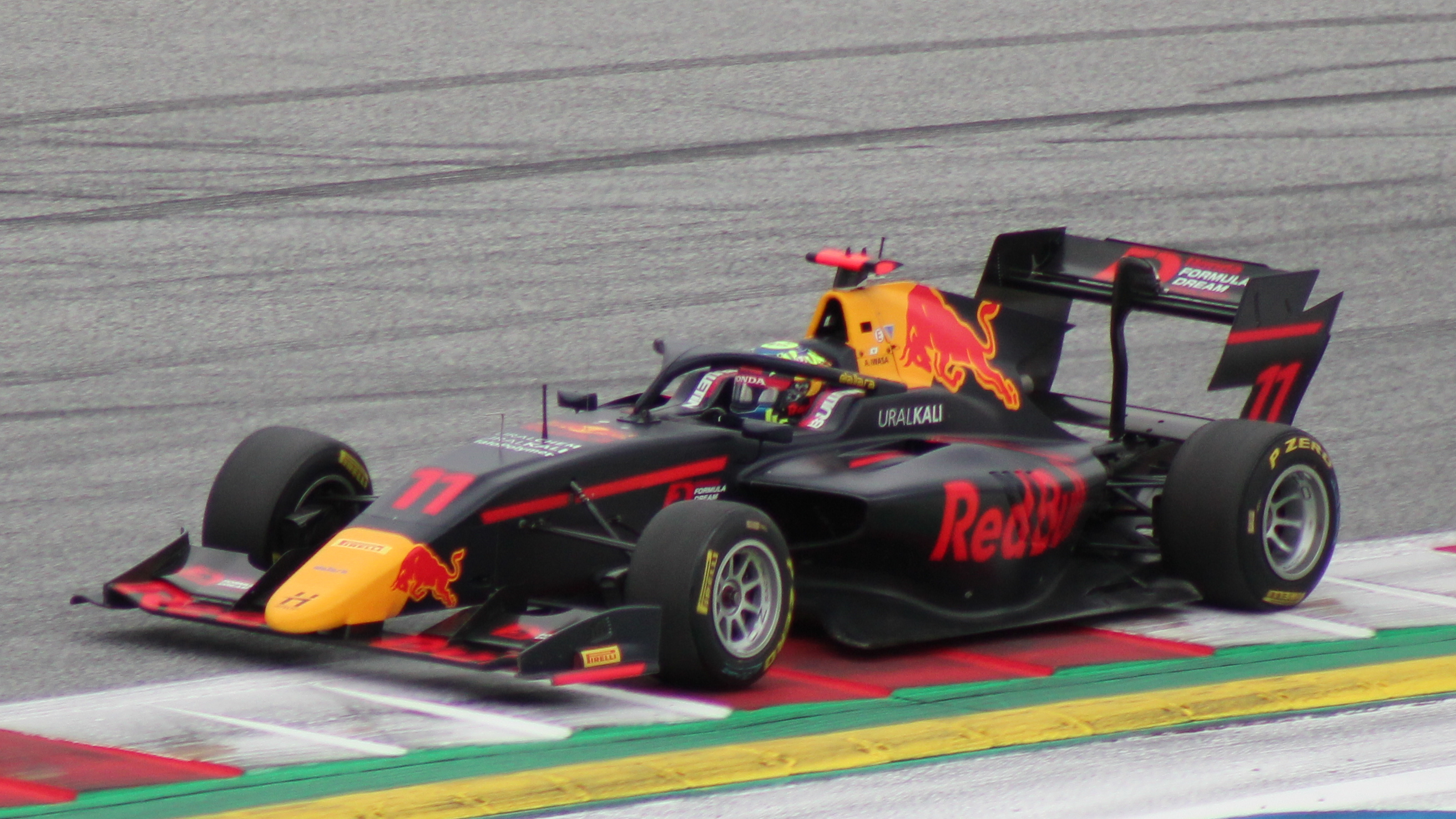
Iwasa in Austria nel campionato di Formula 3 2021

Nel 2021 Iwasa viene scelto dalla Hitech Grand Prix per gareggiare nel campionato di Formula 3 asiatica. Iwasa dimostra un'ottima costanza di risultati, arrivando tredici volte in zona punti e sfiorando il podio in due occasioni; conclude il campionato ottavo in classifica generale e vince la classifica riservata agli esordienti.
Nello stesso anno la Hitech conferma Iwasa per il campionato di Formula 3 insieme a Jak Crawford, anch'egli membro della Red Bull Junior Team, e Roman Staněk. In gara 1 all'Hungaroring finisce secondo dietro a Lorenzo Colombo, ma dopo le premiazioni il pilota italiano viene penalizzato e la vittoria passa a Iwasa. Conquista il suo secondo podio nella categoria in Olanda arrivando terzo dietro ad Arthur Leclerc e Logan Sargeant. Chiude la stagione al 12º posto in classifica generale e quarto tra i debuttanti nella serie

### Formula 2
Iwasa partecipa ai test post-stagionali di Formula 2 sul Circuito di Yas Marina con il team DAMS. In seguito il team francese conferma Iwasa per la stagione 2022, al fianco di Roy Nissany. Dopo dei buoni risultati, nella Sprint Race di Catalogna conquista il primo podio nella categoria, si ripete nella Sprint Race di Silverstone dove chiude secondo dietro Jack Doohan. La sua prima vittoria arriva nella Feature Race del Paul Ricard davanti a Théo Pourchaire. Iwasa ottiene altri due podi e nel ultima gara stagionale a Yas Marina arriva la sua seconda vittoria grazie una gara dominata dalla partenza. Il pilota nipponico finisce la stagione al quinto posto, secondo tra i Rookie dietro a Logan Sargeant.
Per la stagione 2023 Iwasa viene confermato dal team francese assieme ad Arthur Leclerc. Dopo un buon primo round a punti, il pilota giapponese ottiene la vittoria nella Sprint Race di Jeddah. Nel secondo appuntamento a Melbourne ottiene la Pole position e la vittoria nella Feature Race, salendo momentaneamente in testa alla classifica. La sua terza vittoria stagionale arriva nella Sprint Race di Montecarlo, mentre nella Feature Race del Red Bull Ring ottiene un ottimo secondo posto dietro Richard Verschoor. Nella Sprint del Hungaroring torna a podio arrivando seconda dietro Dennis Hauger, risultato che si ripete nella Sprint di Monza dove chiude secondo Oliver Bearman. Il pilota nipponico chiude quarto in classifica piloti con 165 punti al attivo.

### Formula 1
La carriera di Iwasa viene supportata dalla Honda fin da subito e nel 2021, il pilota nipponico entra nel Red Bull Junior Team. Nel novembre del 2023 scende in pista con una Formula 1 per la prima volta durante i test Rookie di Yas Marina, mentre durante il Gran Premio del Giappone 2024 il giovane pilota nipponico esordisce nel FP1 sulla RB VCARB 01 al posto di Daniel Ricciardo. Nello stesso anno prende parte la primo turno delle prove libere del Gran Premio di Abu Dhabi sempre con la RB. Nella stagione successiva diventa anche pilota di riserva per la Red Bull Racing, scuderia con la quale esordisce nelle prime prove libere del Gran Premio del Bahrein.

### Super Formula
Nel 2024 passa alla Super Formula correndo per il Team Mugen affiancando il campione Tomoki Nojiri. Nel secondo evento stagionale ad Autopolis ottiene la Pole Position e in gara chiude secondo dietro Tadasuke Makino.

## Risultati

### Sommario
| Stagione | Categoria            | Team              | Gare         | Vittorie     | GPV          | Pole         | Podi         | Punti        | Pos.         |
| -------- | -------------------- | ----------------- | ------------ | ------------ | ------------ | ------------ | ------------ | ------------ | ------------ |
| 2017     | F4 giapponese        | B-Max Racing Team | 2            | 0            | 0            | 0            | 0            | 0            | 28º          |
| 2017     | Asia Formula Renault | Asia Racing Team  | 2            | 0            | 1            | 2            | 2            | 48           | 13º          |
| 2018     | F4 giapponese        | Rn-Sports         | 2            | 0            | 0            | 0            | 0            | 8            | 17º          |
| 2020     | F4 francese          | N/A               | 21           | 9            | 7            | 5            | 15           | 338          | 1º           |
| 2021     | Formula 3 Asia       | Hitech Grand Prix | 15           | 0            | 0            | 0            | 1            | 82           | 8º           |
| 2021     | Formula 3            | Hitech Grand Prix | 20           | 1            | 0            | 0            | 2            | 52           | 12º          |
| 2022     | Formula 2            | DAMS              | 28           | 2            | 1            | 2            | 6            | 141          | 5º           |
| 2023     | Formula 2            | DAMS              | 25           | 3            | 3            | 1            | 6            | 165          | 4°           |
| 2024     | Super Formula        | Team Mugen        | 2            | 0            | 0            | 1            | 1            | 23*          |              |
| 2024     | Formula 1            | Racing Bulls      | Terzo pilota | Terzo pilota | Terzo pilota | Terzo pilota | Terzo pilota | Terzo pilota | Terzo pilota |

* Stagione in corso

### Risultati in F3 Asia
| Stagione | Team              | 1    | 2    | 3    | 4    | 5    | 6    | 7    | 8    | 9    | 10   | 11   | 12   | 13   | 14   | 15   | Punti | Pos |
| -------- | ----------------- | ---- | ---- | ---- | ---- | ---- | ---- | ---- | ---- | ---- | ---- | ---- | ---- | ---- | ---- | ---- | ----- | --- |
| 2021     | Hitech Grand Prix | DUB1 | DUB1 | DUB1 | ABU1 | ABU1 | ABU1 | ABU2 | ABU2 | ABU2 | DUB2 | DUB2 | DUB2 | ABU3 | ABU3 | ABU3 | 82    | 8º  |
| 2021     | Hitech Grand Prix | 6    | 5    | 5    | 9    | 10   | 4    | 6    | 10   | 7    | 3    | Rit  | 10   | 10   | 10   | 7    | 82    | 8º  |

### Risultati in Formula 3
(legenda) (Le gare in grassetto indicano la pole position) (Le gare in corsivo indicano Gpv)
| Stagione | Team              | 1   | 2   | 3   | 4   | 5   | 6   | 7   | 8   | 9   | 10  | 11  | 12  | 13  | 14  | 15  | 16  | 17  | 18  | 19  | 20  | 21  | Punti | Pos. |
| -------- | ----------------- | --- | --- | --- | --- | --- | --- | --- | --- | --- | --- | --- | --- | --- | --- | --- | --- | --- | --- | --- | --- | --- | ----- | ---- |
| 2021     | Hitech Grand Prix | CAT | CAT | CAT | LEC | LEC | LEC | RBR | RBR | RBR | HUN | HUN | HUN | SPA | SPA | SPA | ZAN | ZAN | ZAN | SOC | SOC | SOC | 52    | 12º  |
| 2021     | Hitech Grand Prix | 14  | 7   | 15  | 8   | 9   | 7   | SQ  | 14  | 6   | 1   | 10  | 12  | 15  | 11  | 13  | 3   | Rit | 11  | 10  | C   | 9   | 52    | 12º  |

### Risultati in Formula 2
(legenda) (Le gare in grassetto indicano la pole position) (Le gare in corsivo indicano Gpv)
| Stagione | Team | 1   | 2   | 3   | 4   | 5   | 6   | 7   | 8   | 9   | 10  | 11  | 12  | 13  | 14  | 15  | 16  | 17  | 18  | 19  | 20  | 21  | 22  | 23  | 24  | 25  | 26  | 27  | 28  | Punti | Pos. |
| -------- | ---- | --- | --- | --- | --- | --- | --- | --- | --- | --- | --- | --- | --- | --- | --- | --- | --- | --- | --- | --- | --- | --- | --- | --- | --- | --- | --- | --- | --- | ----- | ---- |
| 2022     | DAMS | BHR | BHR | JED | JED | IMO | IMO | CAT | CAT | MON | MON | BAK | BAK | SIL | SIL | RBR | RBR | PAU | PAU | HUN | HUN | SPA | SPA | ZAN | ZAN | MNZ | MNZ | YMC | YMC | 141   | 5º   |
| 2022     | DAMS | 8   | 16  | 6   | 7   | 9   | 5   | 2   | 12  | 19  | 17  | 8   | 14  | 2   | 12  | 8   | 7   | 6   | 1   | 8   | 3   | 9   | 7   | 6   | 3   | 16  | SQ  | 13  | 1   | 141   | 5º   |
| 2023     | DAMS | BHR | BHR | JED | JED | ALB | ALB | BAK | BAK | MON | MON | CAT | CAT | RBR | RBR | SIL | SIL | HUN | HUN | SPA | SPA | ZAN | ZAN | MNZ | MNZ | YMC | YMC |     |     | 165   | 4°   |
| 2023     | DAMS | 4   | 8   | 1   | 4   | 13  | 1   | Rit | 12  | 1   | 10  | 8   | 4   | 13  | 2   | 21  | 5   | 2   | 4   | 7   | Rit | C   | 13  | Rit | 2   | 8   | 4   |     |     | 165   | 4°   |

### Risultati in Super Formula
(legenda) (Le gare in grassetto indicano la pole position) (Le gare in corsivo indicano Gpv)
| Anno | Team       | Vettura            | 1   | 2   | 3   | 4   | 5   | 6   | 7   | 8   | 9   | 10  | 11  | 12  | Punti | Pos. |
| ---- | ---------- | ------------------ | --- | --- | --- | --- | --- | --- | --- | --- | --- | --- | --- | --- | ----- | ---- |
| 2024 | Team Mugen | Dallara SF23-Honda | SUZ | AUT | SUG | FUJ | MOT | FUJ | FUJ | SUZ | SUZ |     |     |     | 63,5  | 5°   |
| 2024 | Team Mugen | Dallara SF23-Honda | 9   | 21  | 2   | 112 | 7   | 2   | 6   | 92  | 7   |     |     |     | 63,5  | 5°   |
| 2025 | Team Mugen | Dallara SF23-Honda | SUZ | SUZ | MOT | MOT | AUT | FUJ | FUJ | SUG | FUJ | FUJ | SUZ | SUZ | 30*   |      |
| 2025 | Team Mugen | Dallara SF23-Honda | 2   | 32  |     |     |     |     |     |     |     |     |     |     | 30*   |      |

* Stagione in corso.

### Risultati in Formula 1
| 2024 | Scuderia     | Vettura  |  |  |  |    |  |  |  |  |  |  |  |  |  |  |  |  |  |  |  |  |  |  |  |    | Punti | Pos. |
| ---- | ------------ | -------- |  |  |  | -- |  |  |  |  |  |  |  |  |  |  |  |  |  |  |  |  |  |  |  | -- | ----- | ---- |
| 2024 | Racing Bulls | VCARB 01 |  |  |  | SP |  |  |  |  |  |  |  |  |  |  |  |  |  |  |  |  |  |  |  | SP |       |      |

| 2025 | Scuderia | Vettura |  |  |  |    |  |  |  |  |  |  |  |  |  |  |  |  |  |  |  |  |  |  |  |  | Punti | Pos. |
| ---- | -------- | ------- |  |  |  | -- |  |  |  |  |  |  |  |  |  |  |  |  |  |  |  |  |  |  |  |  | ----- | ---- |
| 2025 | Red Bull | RB21    |  |  |  | SP |  |  |  |  |  |  |  |  |  |  |  |  |  |  |  |  |  |  |  |  |       |      |

| Legenda | 1º posto     | 2º posto | 3º posto    | A punti         | Senza punti/Non class.  | Grassetto – Pole position Corsivo – Giro più veloce Apice – Risultato Sprint (A punti) |
| Legenda | Squalificato | Ritirato | Non partito | Non qualificato | Solo prove/Terzo pilota | Grassetto – Pole position Corsivo – Giro più veloce Apice – Risultato Sprint (A punti) |